# Reaktionsbinden
Reaktionsbinden ist ein werkstoffspezifisches Verfahren aus dem Bereich der keramischen Werkstoffe, bei dem ein Metall mit einem Gas reagiert. Alle diese Reaktionen sind exothermer Natur, da Energie freigesetzt wird.
Am bekanntesten ist das reaktionsgebundene Siliciumnitrid (RBSN), bei dem das metallische Silicium mit einer Stickstoffatmosphäre das entsprechende Nitrid bildet (dabei können reiner Stickstoff oder Ammoniumverbindungen verwendet werden).
RBSN ist ein rein synthetischer Werkstoff, der kein natürliches Vorkommen in der Erdkruste aufweist.
Weitere Vertreter dieses Verfahrens sind reaktionsgebundenes Siliciumcarbid (RSiC), reaktionsgebundenes Aluminiumoxid (RBAO), reaktionsgebundener Mullit (RBM), reaktionsgebundenes Magnesiumoxid (RBMO) usw.
Alle diese Reaktionsprodukte sind von besonders hoher chemischer Reinheit.
Charakteristisch für das Reaktionsbinden ist die Volumenzunahme während der thermischen Reaktion, wodurch  die Sinterschrumpfung teilweise kompensiert werden kann. Bedingt durch die Exothermie bei der Herstellung können nur kleinformatige Bauteile reaktionsgebunden werden. Bei größeren Abmessungen sind die thermischen Spannungen bei unsachgemäßer Temperaturführung dann zu groß und führen zu Rissbildung im Sinterkörper. Um dies zu vermeiden, sind nur geringe Aufheizgeschwindigkeiten (ca. 0,5 - 1 K/min) möglich, typisch und charakteristisch für das Reaktionsbinden.
Die Anwendungsgebiete reichen von der Technischen Keramik bis zum Einsatz als feuerfester Werkstoff.

## Das RBAO-Verfahren
RBAO ist die Abkürzung für Reaction Bonded Aluminum Oxide (reaktionsgebundenes Aluminiumoxid).
Vorläufer dieses Verfahrens war die direkte Schmelzoxidation (DMO - Verfahren: direct melting oxidation). Dabei wird ein poröser Körper mit einer Metallschmelze infiltriert und anschließend oxidiert.
Beim RBAO wird das Metall Aluminium und Aluminiumoxid in geeigneten Mühlen auf Korngrößen im 1-µm-Bereich zerkleinert. Als Mahlflüssigkeiten werden Alkohole oder Öle verwendet, um eine frühzeitige Oxidation der Metallphase zu vermeiden.
Nach der Trocknung des Versatzes werden die Körper idealerweise isostatisch gepresst, oxidiert und bei bis zu 1600 °C gesintert.
Die Biegefestigkeit ist aufgrund des feinkörnigen Gefüges etwas höher als bei klassischer Korund-Keramik.

## Die Modifikation RBM
Der reaktionsgebundene Mullit (RBM) ist eine weitere Modifikation des RBAO - Verfahrens, dabei werden ebenfalls Aluminium und zusätzlich Silicium, oder Siliciumcarbid (SiC), oder Zirkon (Zirkoniumsilikat) und Korund als Rohstoffe verwendet. Beim Einsatz von SiC besteht die Möglichkeit eine „Nullschrumpfungskeramik“ zu erzeugen, die Sinterschrumpfung wird durch die Oxidation des SiC und die damit verbundene Volumenzunahme kompensiert. Auf eine vollständige Oxidation des SiC muss geachtet werden (kleine Korngrößen, intensive Aufbereitung, Temperaturführung usw.), sonst verbleibt ein Rest-Anteil an SiC, der sich festigkeitsmindernd auswirken kann.